# Хашм-эль-Кирба
Хашм-эль-Кирба (араб. خشم القربة‎) — город на востоке Судана, расположенный на территории штата Кассала.

## Географическое положение
Город находится в южной части штата, на левом берегу реки Атбара, на высоте 452 метров над уровнем моря.
Хашм-эль-Кирба расположен на расстоянии приблизительно 75 километров к юго-западу от Кассалы, административного центра провинции и на расстоянии 355 километров к востоку-юго-востоку (ESE) от Хартума, столицы страны.

## Демография
По данным последней официальной переписи 1983 года, население составляло 19 962 человека.
Динамика численности населения города по годам:
| 1973  | 1983   | 2012   |
| ----- | ------ | ------ |
| 8 343 | 19 962 | 41 768 |

## Транспорт
К югу от города расположен аэропорт (IATA: GBU; ICAO: HSKG).